# Cavendish (banana)

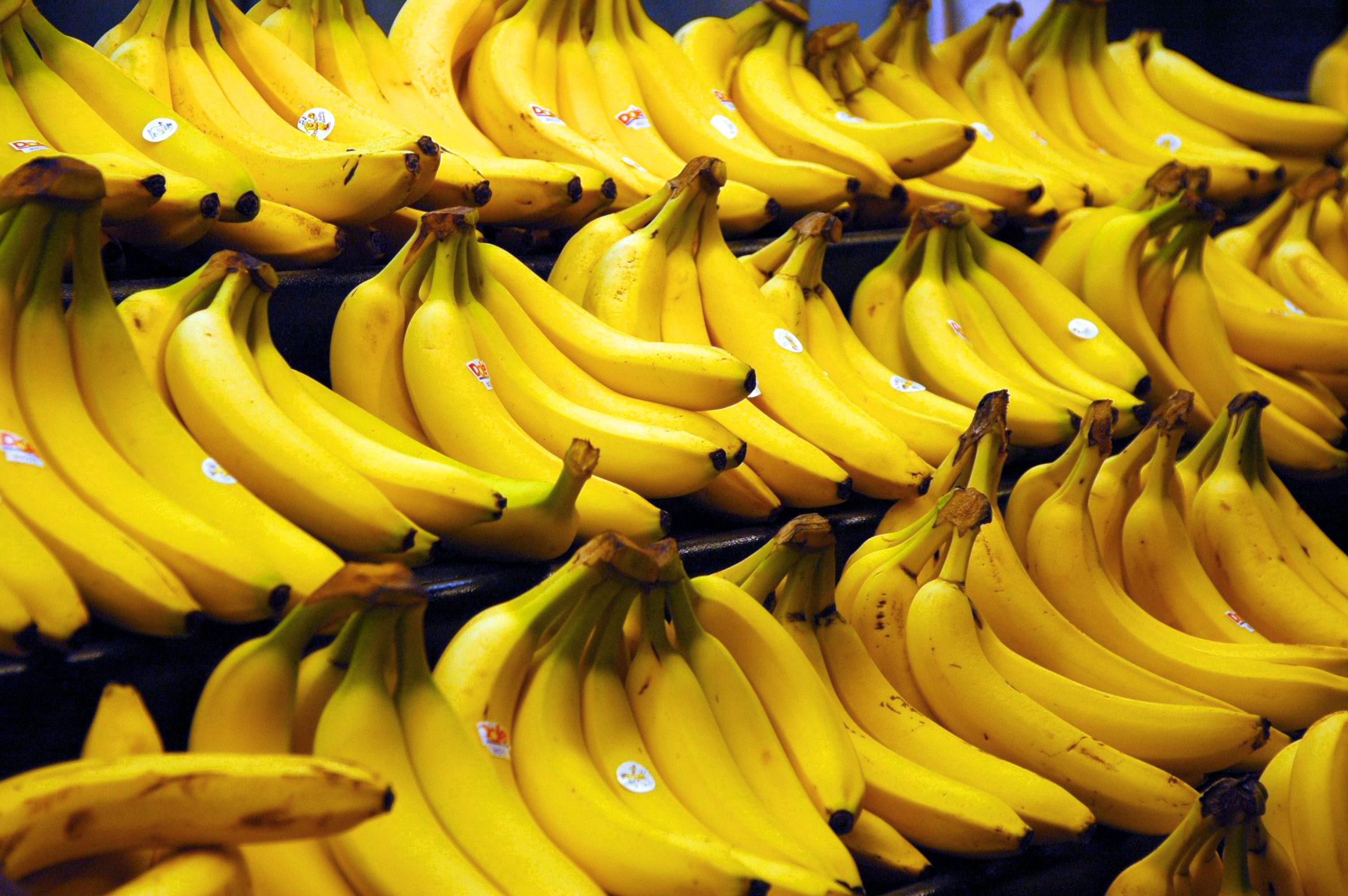
Le banane Cavendish sono le banane più comunemente vendute nei mercati mondiali

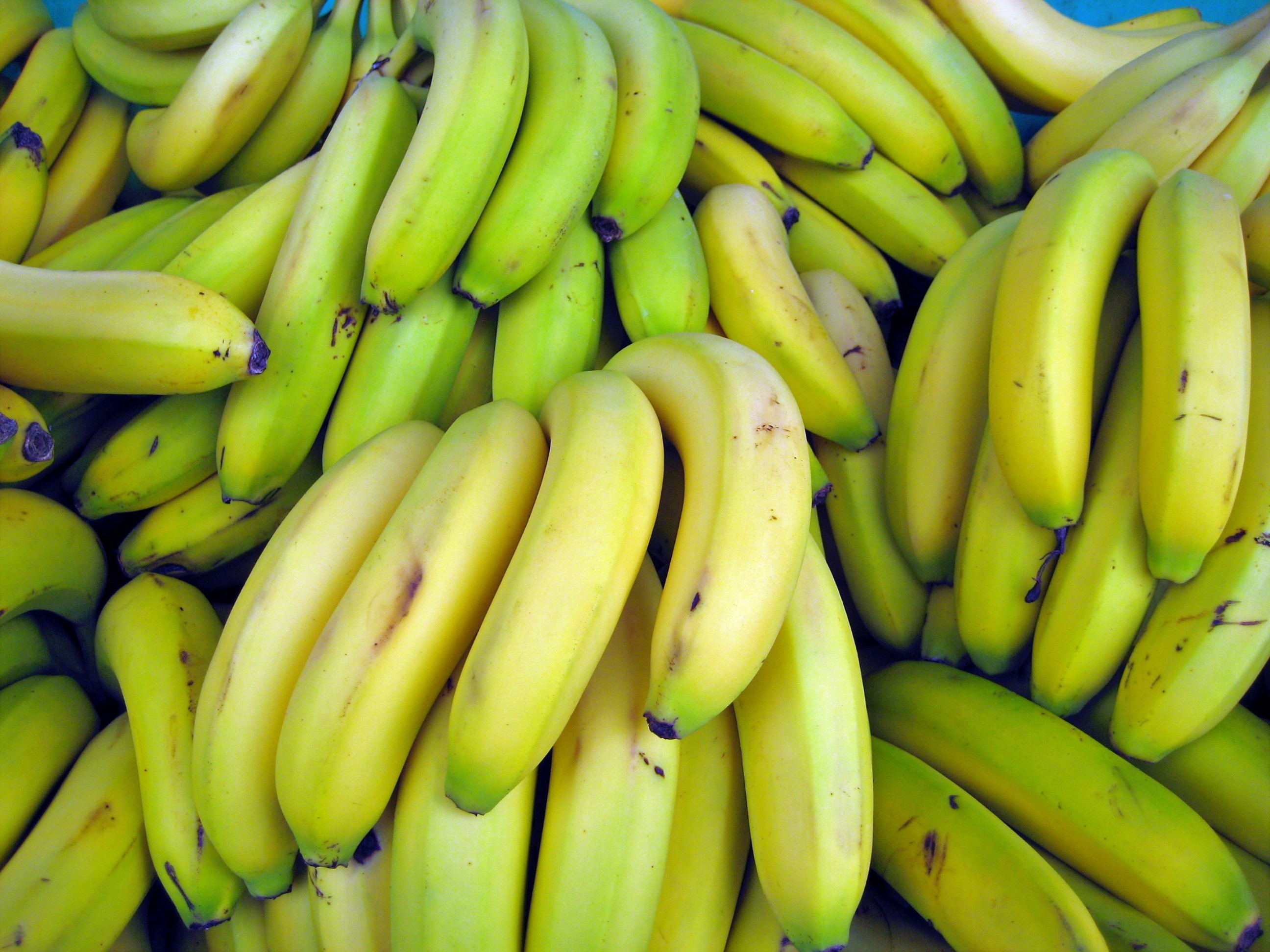
Le banane Cavendish sono vendute di solito quando ancora possiedono una leggera colorazione verde.

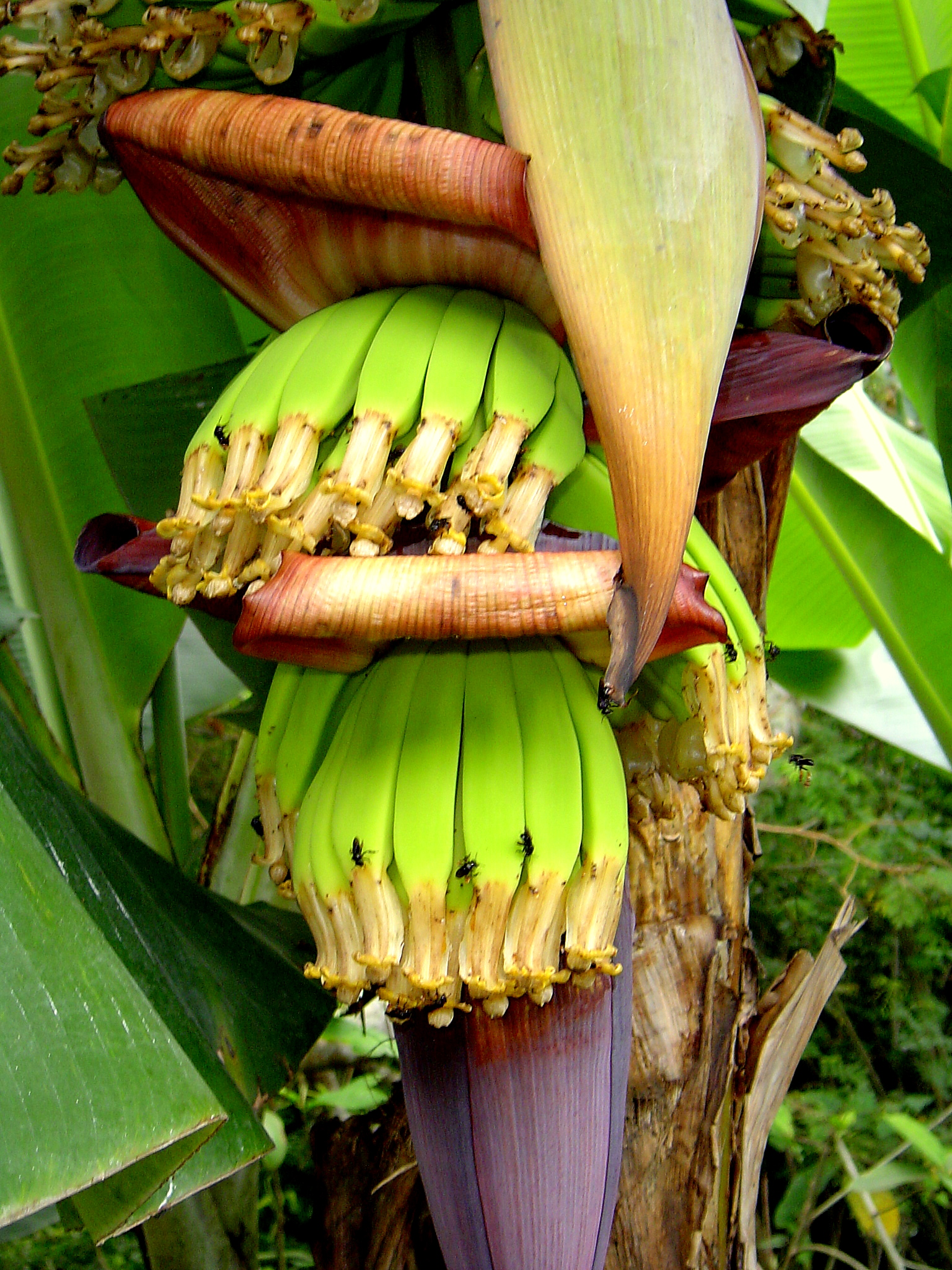
Fiori in sviluppo di banana Cavendish.

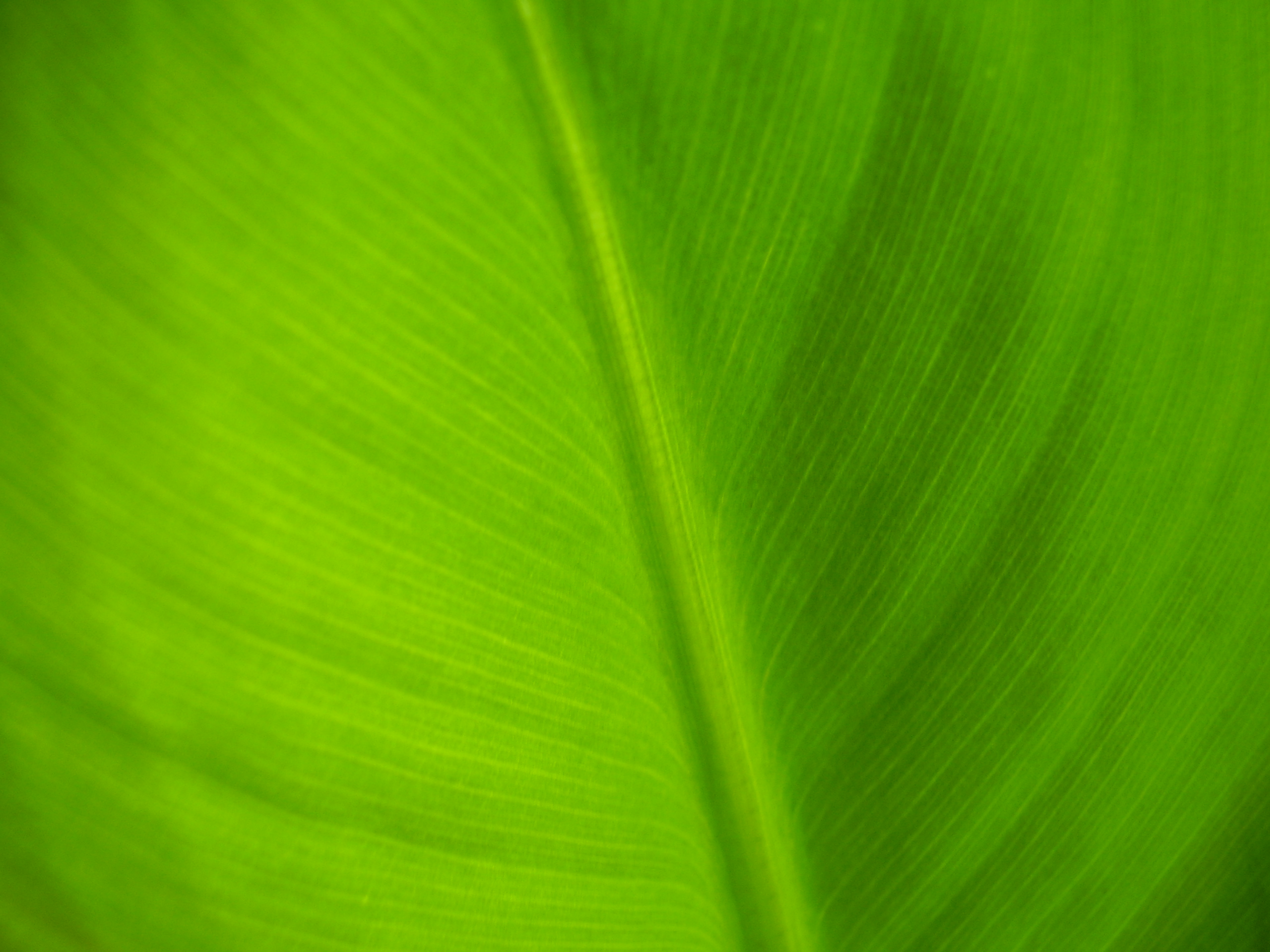
Foto ravvicinata di una foglia di Dwarf Cavendish.

Banana Dwarf Cavendish (o semplicemente banana Cavendish) è una coltura triploide di banana originaria del Vietnam e della Cina. È divenuta il sostituto principale della cultivar Gros Michel negli anni cinquanta dopo che i raccolti di quest'ultima furono decimati dall'epidemia di Panama.
Questa è una delle varietà più comunemente coltivate provenienti dal gruppo Cavendish, e la fonte principale di banane Cavendish assieme al Grand Nain.

## Origine del nome
ll significato del nome completo Dwarf Cavendish allude a:
- alla grandezza minuta dello pseudofusto (dall'inglese dwarf: nano)[6];
- William Cavendish, VI duca di Devonshire, che acquistò un esemplare quando la cultivar non era ancora diffusa, e dalle serre riscaldate del quale la cultivar fu sviluppata per la diffusione commerciale mondiale.

## Tassonomia e nomenclatura
La banana Cavendish è una cultivar triploide di Musa acuminata.
Il suo nome accettato è Musa acuminata Colla (AAA Group) cv. 'Dwarf Cavendish'.
I sinonimi includono:
- Musa acuminata Colla (Cavendish Group) cv. 'Dwarf Cavendish'
- Musa x paradisiaca L. cultigroup Dwarf Cavendish
- Musa cavendishii Lambert & Paxton var. nana
- Musa acuminata L. A. Colla
- Musa nana J. de Loureiro (name accepted at Mobot)
- Musa nana auct. non J. de Loureiro
- Musa chinensis R. Sweet
- Musa sinensis P. A. Sagot ex J. G. Baker
- Musa sinensis P. A. Sagot
- Musa sinensis R. Sweet ex P. A. Sagot

I frutti di altre cultivar del gruppo Cavendish (AAA) sono anch'essi spesso chiamati banane "Cavendish". Specialmente la cultivar Grand Nain (nota anche come 'banana Chiquita'). Altre cultivar incluse nel gruppo Cavendish sono Giant Cavendish (nota anche come Williams), Red Dacca, Masak Hijau, e la Robusta.
Altri nomi diffusi includono Klue Hom Kom, Pisang serendah, banana cinese, e banana delle canarie.

## Descrizione
Le banane Cavendish crescono solo fino all'altezza di 1,8 - 2,4 metri. Le foglie sono diritte con brevi piccioli. Il fatto che siano corte le rende stabili, resistenti al vento e facili da gestire. Questo, in aggiunta allo sviluppo veloce, lo rende ideale per la coltivazione in piantagioni. Una caratteristica facilmente riconoscibile di questa cultivar è che le brattee dei fiori maschili non cadono.
I frutti delle banane Cavendish variano da 15 a 25 cm di lunghezza, e hanno una buccia sottile. Ogni pianta può portare fino a 90 dita.

## Usi
I frutti delle banane Cavendish, freschi o disseccati, sono usati da soli o come ingredienti delle più svariate preparazioni. La pelle esterna è parzialmente verde quando è venduta nei negozi, e diviene gialla a maturazione. Quando surmatura, la buccia diviene nera e la polpa mucillaginosa. Le banane maturano naturalmente e la loro maturazione ottimale si ha quando la buccia è completamente gialla con pochi puntini marroni appena apparsi.

## Storia della coltivazione
Le banane Cavendish sono entrate nel mercato mondiale attraverso una popolazione che era coltivata alle Isole Canarie fin dal quindicesimo secolo. Furono importate per la prima volta in Inghilterra da Thomas Fyffe. In seguito fu determinato dal giardiniere di William Spencer Cavendish, Sir Joseph Paxton che la loro origine risalisse alla Cina e al Vietnam. Entrarono nella produzione commerciale nel 1903 ma non guadagnarono diffusione fino a quando la malattia di Panama attaccò la varietà dominante Gros Michel negli anni cinquanta del Novecento. A causa del fatto che questa pianta veniva coltivata con successo negli stessi terreni in cui precedentemente era coltivata la Gros Michel, molti pensarono che la cultivar Cavendish fosse più resistente alla malattia di Panama.
Contrariamente a ciò, a metà 2008, rapporti da Sumatra e dalla Malaysia suggerivano che le cultivar del gruppo Cavendish potessero essere suscettibili alla malattia. Dato che le banane coltivate sono riprodotte per talea e quindi non riproduzione sessuale, le piante di Cavendish sono geneticamente identiche e non possono evolvere una resistenza alle malattie. Dato che non c'è al momento nessun fungicida efficace contro la malattia di Panama, alcuni hanno speculato sulla possibilità che in futuro le Cavendish non siano utilizzabili per la coltivazione su larga scala. In uno scenario del genere una cultivar separata dovrebbe essere sviluppata per rimpiazzare le Cavendish (come avvenne con la Gros Michel).
La Fondazione Honduregna per le ricerche agronomiche (FHIA) ha incrociato tra loro banane selvatiche per anni, ed ha già creato nuove varietà di banana resistenti alla malattia di Panama. Comunque le prime nuove varietà hanno un distinto sapore di mela, mentre assomigliano moltissimo alle Cavendish per l'aspetto e la manipolazione. La FHIA-1 Goldfinger fu registrata come brevetto nel 1994 (Brevetto US PP08983) e la FHIA-03 Sweetheart è già coltivata a Cuba. Sempre dalla stessa fondazione è stata continuata anche la cultivar Gros Michel.